# 三浦信由
三浦 信由（みうら のぶよし、1944年5月11日 - ）は、日本の陸上競技（中距離走）選手。旧姓：松田。

## 経歴
大分県宇佐郡院内村景平（現在の宇佐市院内町景平）出身。陸上競技を行っていた3歳上の兄に刺激され、小学校5年生の時に陸上競技を始める。院内町立竜東中学校3年生のとき、全国中学校放送陸上競技大会に出場し3000m競走で優勝、大分県中学校駅伝会では宇佐郡チームの優勝に貢献。駅伝の強豪であった大分県立四日市農業高等学校（現在の大分県立宇佐産業科学高等学校）に進学し、1962年（昭和37年）には全国高等学校駅伝競走大会に大分県代表として出場した。
大分県陸上競技協会理事長であった池中康雄（東洋大学出身）の勧めで東洋大学に入学。東洋大学陸上競技部で、大学1年生の時より3000m障害を専門とした。1966年、第5回アジア競技大会（バンコク）で銅メダルを獲得した。また、箱根駅伝には4回連続出場している。
大学3年生の5月、競技中に靭帯断裂の　toyo_248"/>。1973年（昭和48年）、29歳で競技を引退。